# Manje važni zli čarobnjaci u Harryju Potteru
Ovo je članak o manje važnim zlim čarobnjacima u seriji romana o Harryju Potteru.

## Alecto i Amycus Carrow
Alecto i Amycus Carrow su sestra i brat, smrtonoše, koji su sudjelovali u napadu na Hogwarts. Amycus je opisan kao zdepast čovjek. Moguće je da su njih dvoje "Carrowi" koje Snape spominje u drugom poglavlju. Bili su Snapeovi pomoćnici dok je on bio ravnatelj. Zadnji put se spominju u šestom dijelu kad su ih svladali Harry Potter i Minerva McGonagall, profesorica u Hogwartsu. Postoji mogućnost da su u rodu s blizankama Carrow iz "Slugovog Kluba".
Alecto je u sedmoj knjizi predavala bezjačke studije, a Amycus obranu od mračnih sila.

U grčkoj mitologiji, Amycus je junak, a Alecto je jedna od Furija, grčkih božica osvete.

## Avery
Avery je poznavao Voldemorta još iz Hogwartsa. Bio je smrtonoša u vrijeme njegova prvog uspona i stjecanja moći, ali je izbjegavao privođenje pravdi braneći se time da je bio pod utjecajem kletve Imperius. Nakon što se Voldemort ponovno dokopao tijela i moći, kaznio je Averya kletvom Cruciatus zato što mu nije dobro služio.
Moguće je da postoje dvojica smrtonoša imenom Avery - da je jedan otac drugoga. Sirius Black spominje da je Avery bio u Hogwartsu u isto vrijeme kad i Snape, a jedan je bio i u razredu Toma Riddlea.

Avery je nesretnik među smrtonošama - Voldemort ga je najmanje dvaput mučio, a nikako nije dobro prošao u Odjelu tajni. U sobi Vremena pogođen je čarolijom za omamljivanje i upao je u zvono koje se poigralo vremenom. Njegova se glava počela smanjivati sve dok nije postala glava novorođenčeta, a zatim se počela vraćati u stari oblik; uspio se osloboditi, ali u krivom trenutku pa je njegova glava poprimila izgled dječje glave. Ali ova je Averyjeva nesreća Harryju donijela sreću. Nakon što je Antonin Dolohov sam pobijedio Harryja Pottera, Hermione Granger i Nevillea Longbottoma, bili su mu uskraćeni slavlje i počasti zato što mu je zbunjeni Avery, ulazeći u sobu, odvratio pažnju od njih i Harry je dobio priliku da izvede na njemu čaroliju vezanja tijela. Zadnje što saznajemo o Averyju jest da se nalazi u sobi Vremena, vjerojatno je priveden i otpremljen u Azkaban.

## Antonin Dolohov
Antonin Dolohov bio je jedan od petorice smrtonoša koji su ubili Gideona i Fabiana Prewetta, braću Molly Weasley. Dolohov je tijekom prvog rata mučio mnoge bezjake i Voldemortove protivnike. Uhvaćen je nedugo nakon Igora Karkaroffa koji ga je na svom suđenju imenovao kao smrtonošu. Poslan je u Azkaban iz kojeg je pobjegao tijekom masovnog bijega u siječnju 1996. Borio se u bitci u Odjelu tajni i nakon toga ponovno je završio u Azkabanu. Tijekom bitke u Ministarstvu dokazao je da je jedan od najopasnijih smrtonoša. Sam je uspio pobijediti Harryja Pottera, Hermione Granger i Nevillea Longbottoma.

## Fenrir Greyback
Fenrir Greyback najopakiji je živući vukodlak. Njegov je cilj što više ljudi pretvoriti u vukodlake. Radije zaražuje djecu zato što ih može oteti i odgojiti da mrze normalne ljude. Fenrir je i kanibal zato što u nepreobraženom obličju uživa u jedenju ljudskog mesa. U drugom je ratu na strani Lorda Voldemorta.
Greyback često napada i djecu ljudi koji ne žele surađivati (s njim ili s ostalim smrtonošama) što je bio i razlog da zarazi Remusa Lupina. Tijekom drugog rata, vukodlak, vjerojatno Greyback, napao je i dječačića prezimena Montgomery (čije starije sestre pohađaju Hogwarts) koji je preminuo od zadobivenih ozljeda zato što je njegova majka odbila surađivati sa smrtonošama. Žrtve vukodlaka obično prežive (kao vukodlaci), ali ponekad završavaju mrtvi ako se vukodlak previše zanese.

U bitci u Hogwartsu Greyback je ugrizao Billa Weasleyja, ali nije bio preobražen pa se Bill nije pretvorio u pravog vukodlaka,iako je zadobio teže ozljede. Greyback je prije samog kraja bitke pokušao ubiti Harryja, ali Harry je na njega uspio baciti urok sputavanja. Pretpostavlja se da je nakon bitke u Hogwartsu zarobljen.

## Gellert Grindelwald (o. 1882. - ožujak 1998.)
Gellert Grindelwald bio je crni mag još prije Voldemortovog vremena koji se samo kratko spominje u Harryju Potteru i Kamenu mudraca na kartici iz čokoladnih žaba Albusa Dumbledorea. Na kartici stoji da je Dumbledore 1945. pobijedio Grindelwalda.
Pohađao je Institut magije Durmstrang, gdje je bio izvrstan učenik, a imao je zanimanje za Crnu magiju kao "sredstvo do cilja", te nije vjerovao kako Crna magija vodi do raspada moralnih vrijednosti. Izbačen je iz Durmstranga zbog eksperimentiranja s Crnom magijom izvan školskog kurikuluma.[HP7] Imao je veliki interes za povijest, i čarobne artefakte, pa je bio zanesen Darovima smrti. Prije odlaska s Instituta, ugravirao je simbol Darova smrti na zid škole, a mnogi neupućeni u postojanje Darova(Viktor Krum) su taj simbol počeli povezivati izravno s njim.[HP7]
Nakon izbacivanja, potraga za informacijama o Darovima dovela ga je u Godricov Dol, gdje je počivao Ignotus Peverell, prvi vlasnik Plašta nevidljivosti. Ondje je sreo svoju pra-tetku Bathildu Bagshot, i sprijateljio se s Albusom Dumbledoreom, tad tinejdžerom, kao i Gellert. Dva su tinejdžera imala mnogo zajedničkoga: Gellert je želio ujediniti Darove smrti, i postati gospodarom Smrti, dok je Albus žudio samo za Kamenom uskrsnuća, kako bi uskrsnuo majku, koja je umrla tijekom jedne od Arianinih nezgoda.Također su željeli poništiti Statut o tajnosti, i osnovati novi svjetski poredak, gdje mudri, moćni, dobroćudni čarobnjaci vladaju nad svijetom, i nad bezjacima. Moto im je bio "Za veće dobro." Kako su im planovi postajali ozbiljniji, Aberforth je saznao za njihove planove, i suprotstavio se Dumbledoreu, jer je planirao napustiti njega i sestru, kojoj treba stalna briga. Situacija je prerasla u dvoboj, no, kad je Grindelwald bacio kletvu Cruciatus na Aberfortha, Dumbledore se krenuo boriti protiv Grindelwalda, kako bi zaštitio brata. U kaosu, netko od trojice je pogodio Arianu, koja je ostala mrtva. Ovdje se dva tinejdžera razilaze, i Grindelwald nastavlja potragu za Darovima. Okarakteriziran je kao najgori crni mag svih vremena, prije Voldemorta, a poznato je samo kako je Gregoroviču ukrao Bazgov štapić, i sagradio Nurmengard, zatvor za svoje protivnike. 
1945., postao je prijetnja Čarobnjačkoj zajednici, pa mu se Dumbledore išao suprotstaviti. Dumbledore ga je pobijedio u dvoboju, preoteo mu bazgov štapić, i zatočio ga u Nurmengardu.[HP7]
U spilji s Horkurksom, nalazio se napitak koji izaziva nemoguću bol i sili osobu da se suoči s najgorim strahovima. Kad je Albus Dumbledore popio napitak, strahovao je da je upravo on ispalio kletvu koja je ubila Arianu.  
Harry u snu ulazi u Voldemortove misli, a Voldemort ulazi u misli Gregoroviča, majstora izrade štapića, te primjećuje mladog lopova (za kojeg se kasnije ispostavlja da je Grindelwald) da je ukrao štapić. Taj je štapić bio najmoćniji štapić na svijetu, Bazgov Štapić. Voldemort saznaje da ga je Dumbledore osvojio u dvoboju s Grindelwaldom te ga uzima iz njegove grobnice. 

Zadnji put je Grindelwald spomenut nešto prije bitke za Hogwarts, kad ga Voldemort posjećuje u Nurmengardu i ubija.

## Rodolphus i Rabastan Lestrange
Rodolphus i Rabastan Lestrange jesu smrtonoše. Oni su braća, a Rodolphus je u braku s Bellatrix Lestrange. Sudjelovali su, uz Bellatrix i Bartya Croucha ml., u mučenju Franka i Alice Longbottom. Rodolphus, Rabastan i Bellatrix bili su zatvoreni u Azkabanu, ali su uspjeli pobjeći s još nekim smrtonošama. 
Sirius Black spomenuo je Rabastana kao jednog od Snapeovih "prijatelja" u Hogwartsu. Jedan je Lestrange bio u Hogwartsu i u vrijeme školovanja Toma Marvola Riddlea.

## Walden Macnair
Walden Macnair smrtonoša je koji je zaposlen i u Ministarstvu Magije kao krvnik pri odjelu za Kontrolu opasnih stvorenja i bio mu je dodijeljen zadatak da smakne Kljunoslava u Harryju Potteru i Zatočeniku Azkabana. Također je služio kao izaslanik Lorda Voldemorta kod divova i čini se da je pomogao da oni združe svoje moći sa smrtonošama. Borio se u bitci u Odjelu tajni, u Harryju Potteru i Redu feniksa i ranio ga je Neville Longbottom tako što je gurnuo štapić Hermione Granger kroz rupu za oko u njegovoj kukuljici i upiknuo ga.

## Mulciber
Mulciber se borio u bitci u Odjelu tajni i trenutačno se nalazi u Azkabanu. Prvi je put bio uhićen nešto prije suđenja Igoru Karkaroffu, ali je pobjegao u siječnju 1996. Njegova je specijalnost kletva Imperius.

## Nott
Nott je otac Theodorea Notta, slytherinskog učenika u Hogwartsu. Rowling je na svojoj web-stranici spomenula da je Nott stariji udovac. Bio je smrtonoša i, nakon što je Voldemort ponovno prigrabio moć, Nott mu se ponovno pridružio. Nott se borio u bitci u Odjelu tajni u Harryju Potteru i Redu feniksa i bio je ozlijeđen - nakon što ga je Hermione Granger omamila, Lucius Malfoy naredio je ostalim smrtonošama da ga ostave.

## Augustus Rookwood
Augustus Rookwood bio je špijun u Odjelu tajni tijekom Voldemortovog prvog uspona na vlast. Igor Karkaroff naveo je Rookwooda kao jednog od smrtonoša tijekom svojeg suđenja pa je ovaj poslan u Azkaban. Ipak, uspio je pobjeći u masovnom bijegu u siječnju 1996. Rookwood se borio u bitci u Odjelu tajni, a trenutačno je u Azkabanu.

## Evan Rosier
Evan Rosier († 1980.) smrtonoša je kojeg su ubili aurori nakon što je zarobljen Igor Karkaroff. Tijekom opiranja uhićenju otrgnuo je veliki komad mesa s nosa Alastora Moodyja. Sirius Black sjeća ga se kao jednog od Snapeovih prijatelja.
Djevojačko prezime majke Bellatrix Lestrange, Andromede Tonks i Narcisse Malfoy jest Rosier pa je moguće da su one i Evan u rodbinskim vezama. 

## Yaxley
Yaxley je, kako tvrdi Severus Snape, bio jedan od onih smrtonoša koji su mislili da je Voldemort mrtav. Možda je on veliki "plavi" smrtonoša ili smrtonoša brutalnog izgleda iz šeste knjige koji je sudjelovao u napadu na Hogwarts. Možda je u rodbinskoj vezi s Lysandrom Yaxley, majkom Callidore, Cedrelle i Charis Black.

## Ostali
- Carrowi - moguće je da su to zapravo Alecto i Amycus
- Gibbon
- Jugson
- Thorfin Rowle
- Travers
- Wilkes